# Duke R. Lee
Duke R. Lee (13 de maio de 1881 – 1 de abril de 1959) foi um ator norte-americano. Ele apareceu em 99 filmes entre 1913 e 1946. Ele nasceu na Virgínia e morreu em Los Angeles, Califórnia.

## Filmografia selecionada
- 1917 The Soul Herder
- 1917 Straight Shooting
- 1918 Hell Bent
- 1918 The Lure of the Circus
- 1919 The Fighting Brothers
- 1919 The Gun Packer
- 1919 By Indian Post
- 1919 The Outcasts of Poker Flat
- 1919 Ace of the Saddle
- 1919 The Face in the Watch
- 1919 Rider of the Law
- 1919 A Gun Fightin' Gentleman
- 1920 'If Only' Jim
- 1920 Hitchin' Posts
- 1920 Just Pals
- 1920 Vanishing Trails
- 1920 Sundown Slim
- 1920 Vanishing Trails
- 1921 The Cactus Kid
- 1921 The White Horseman
- 1922 In the Days of Buffalo Bill
- 1923 The Oregon Trail
- 1923 In the Days of Daniel Boone
- 1924 Roaring Rails
- 1926 The Man in the Saddle
- 1938 Overland Stage Raiders
- 1938 Santa Fe Stampede
- 1939 Stagecoach